# Разоаре (Муреш)
Разоаре (рум. Răzoare) насеље је у Румунији у округу Муреш у општини Михешу де Кампије. Oпштина се налази на надморској висини од 334 m.

## Становништво
Према подацима из 2002. године у насељу је живело 694 становника.

### Попис2002.
| Расподела становништва по националности 2002.‍ | Расподела становништва по националности 2002.‍ | Расподела становништва по националности 2002.‍ | Расподела становништва по националности 2002.‍ | Расподела становништва по националности 2002.‍ |
| --------------------------------------------- | --------------------------------------------- | --------------------------------------------- | --------------------------------------------- | --------------------------------------------- |
|                                               |                                               |                                               |                                               |                                               |
| Румуни                                        | Румуни                                        |                                               | 672                                           | 97,0%                                         |
| Роми                                          | Роми                                          |                                               | 21                                            | 3,0%                                          |